# Duivelsklauw

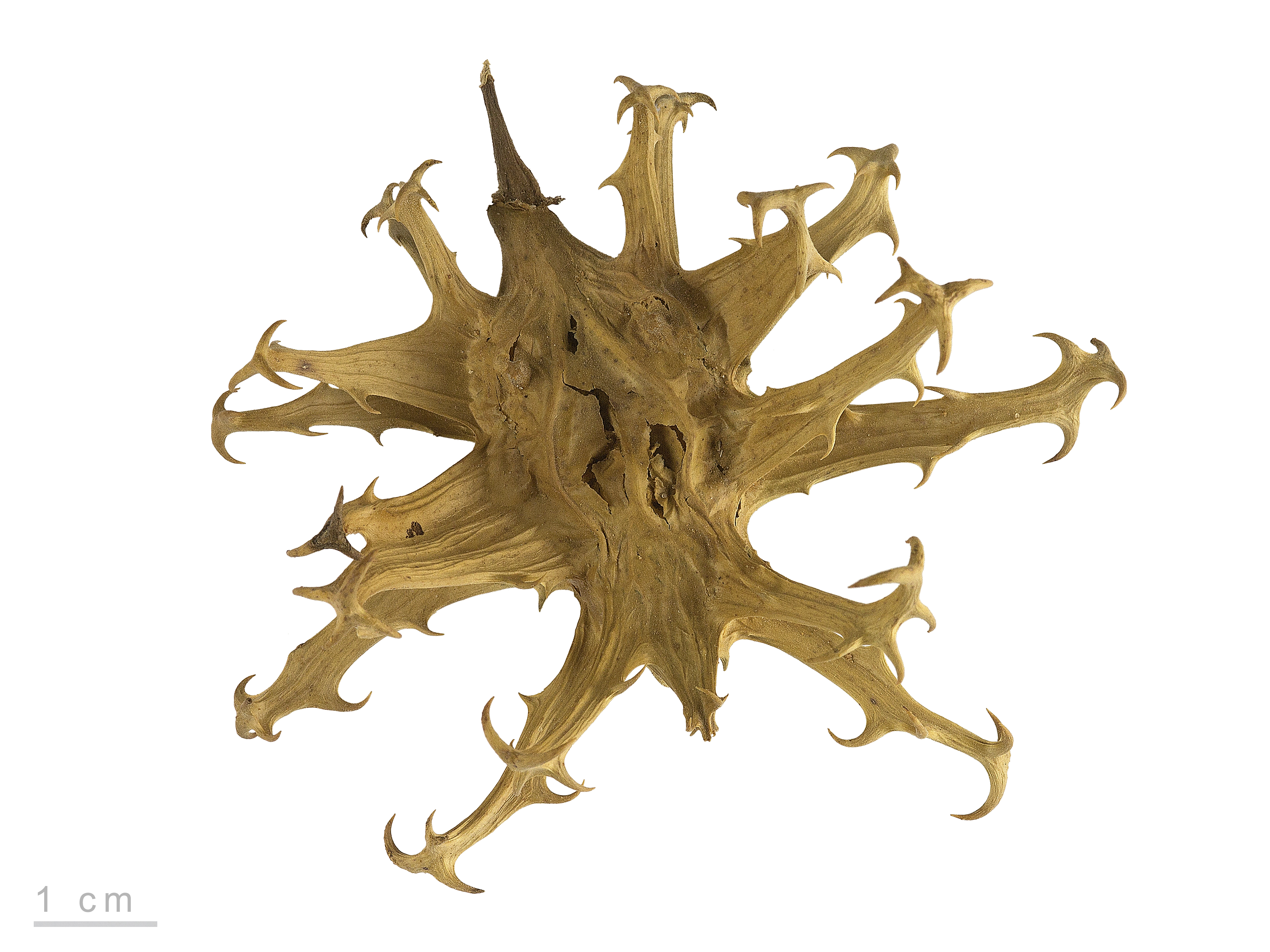
Droog fruit van H. procumbens - MHNT

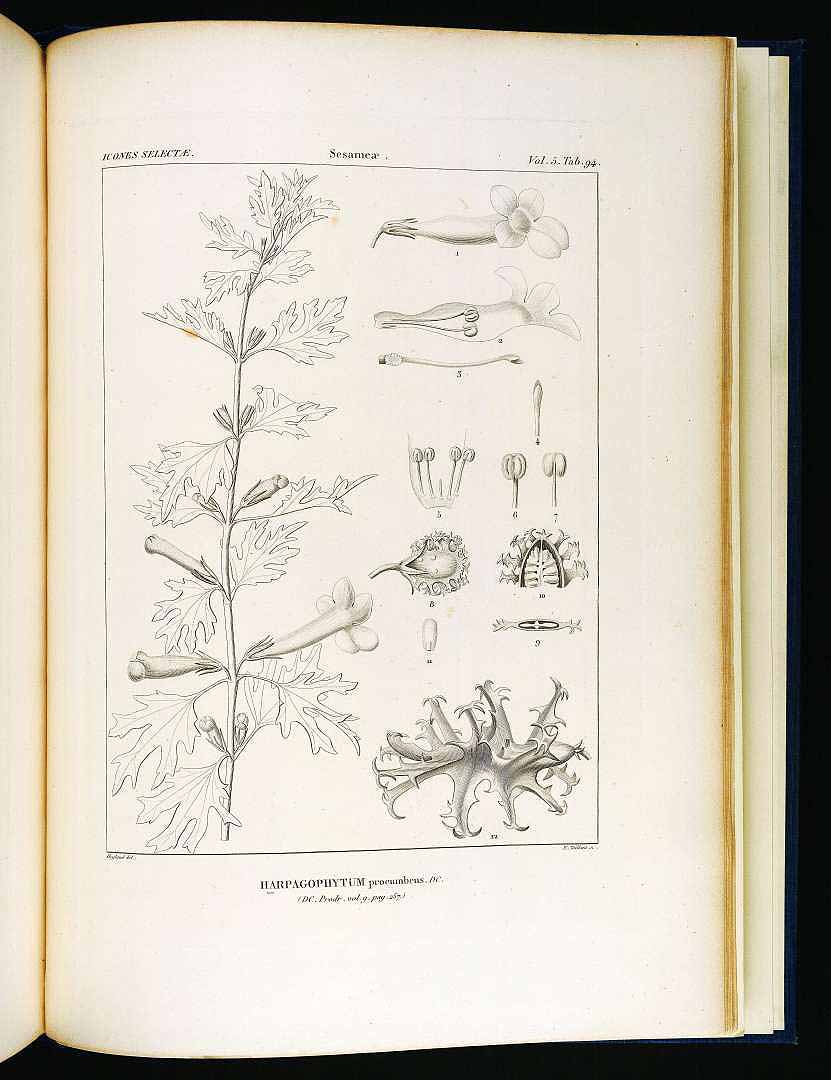
Plate from "Icones selectae plantarum", vol. 5: t. 94 (1846)

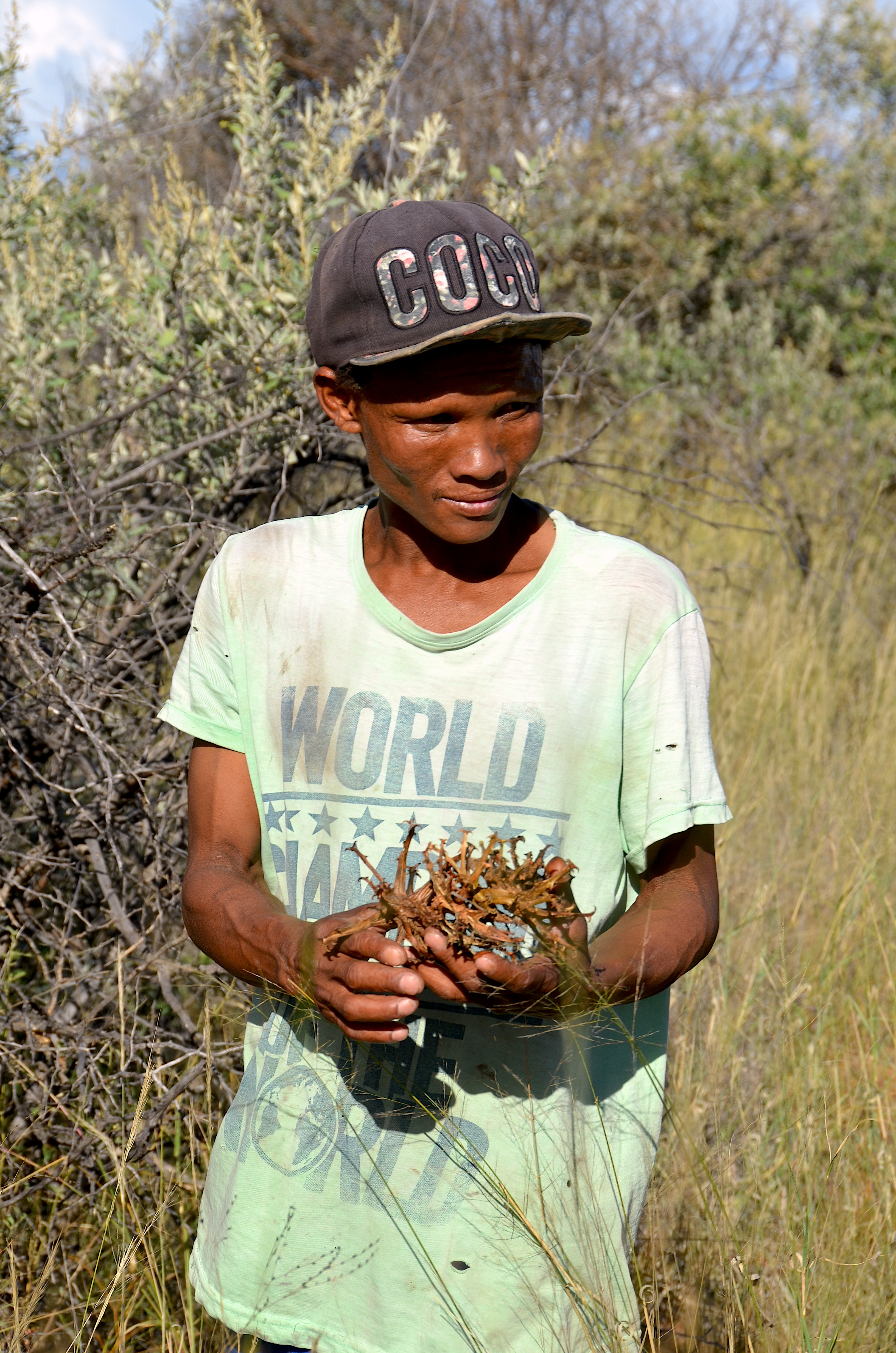
San-man verzamelt duivelsklauw in Namibië (2017)

Duivelsklauw is een geslacht van planten in de sesamfamilie, afkomstig uit zuidelijk Afrika. Planten van het geslacht danken hun gemeenschappelijke naam "duivelsklauw" aan het eigenaardige uiterlijk van hun klauwachtig fruit. Verschillende soorten Noord-Amerikaanse planten in het geslacht Proboscidea en bepaalde soorten Pisonia zijn echter ook bekend onder deze naam. De tubereuze wortels van de duivelsklauw worden gebruikt in de volksgeneeskunde om de pijn te verminderen.